# Corpus allatum
Corpus allatum — в физиологии насекомых, это эндокринная железа, выделяющая ювенильные гормоны. По существу, она играет решающую роль в метаморфозе. Хирургическое удаление этой железы может вызвать окукливание у не взрослой личинки в следующей линьке, что в результате даёт миниатюрного (неполноценного) имаго.